# Thakaundrove Province
Thakaundrove Province är en provins i Fiji.   Den ligger i divisionen Norra divisionen, i den nordöstra delen av landet, 190 km nordost om huvudstaden Suva. Antalet invånare är 49 344. Arean är 2 186 kvadratkilometer. Thakaundrove Province ligger på ön Vanua Levu.
Terrängen i Thakaundrove Province är kuperad.